# باشگاه فوتبال بیرامار
باشگاه فوتبال بیرامار (به انگلیسی: Sport Clube Beira-Mar) در ۱ ژانویه ۱۹۲۲ تأسیس شد و در شهر آویرو در شمال پرتغال واقع است. این باشگاه در لیگ دسته دوم پرتغال بازی می‌کند. از سال ۲۰۱۱ یک ایرانی به نام مجید پیشیار مالک این باشگاه است.
این باشگاه در فصل ۲۰۱۲-۲۰۱۳ در لیگ برتر فوتبال پرتغال شانزدهم شد و به لیگ دوم سقوط کرد.
حسین کنعانی زادگان و افشین اسماعیل زاده در این تیم برای یک فصل توپ زدند.